# Portrait de jeune femme (Botticelli, Francfort-sur-le-Main)
Pour les articles homonymes, voir Portrait de jeune femme.
Le Portrait de jeune femme (en italien : Ritratto di giovane donna) est une peinture de Sandro Botticelli, une tempera sur bois (82 × 54 cm) datant de 1480-1485 environ, conservée au Städel à Francfort-sur-le-Main.

## Historique
La provenance de l'œuvre est inconnue.
La critique estime que le personnage représenté est Simonetta Vespucci la dame aimée par Julien de Médicis et morte prématurément à Florence qui l'avait définie comme l'idéal vivant « sans pareil » de beauté féminine dont la grâce, le sourire triste et la chevelure inspirèrent Alessandro Botticelli. La datation de l'œuvre est située entre 1480 et 1485. En comparant la figure de ce tableau avec les autres images présumées de Simonetta, comme celle de La Naissance de Vénus ou le Portrait de Simonetta Vespucci de Piero di Cosimo, on remarque que la physionomie est assez avoisinante. Botticelli en fit également un deuxième portrait nommé Portrait de Simonetta Vespucci.

## Description
Le personnage est une femme représenté en buste, vue de profil regardant vers la droite sur un fond sombre uni.
Le visage, dont la chevelure ondulée et longue est entrelacée de rubans multicolores et des perles, comporte une tresse partant du sommet de la coiffure particulièrement riche et élaborée, surmontée d'une sorte de « crête » postiche descendant vers la nuque. 

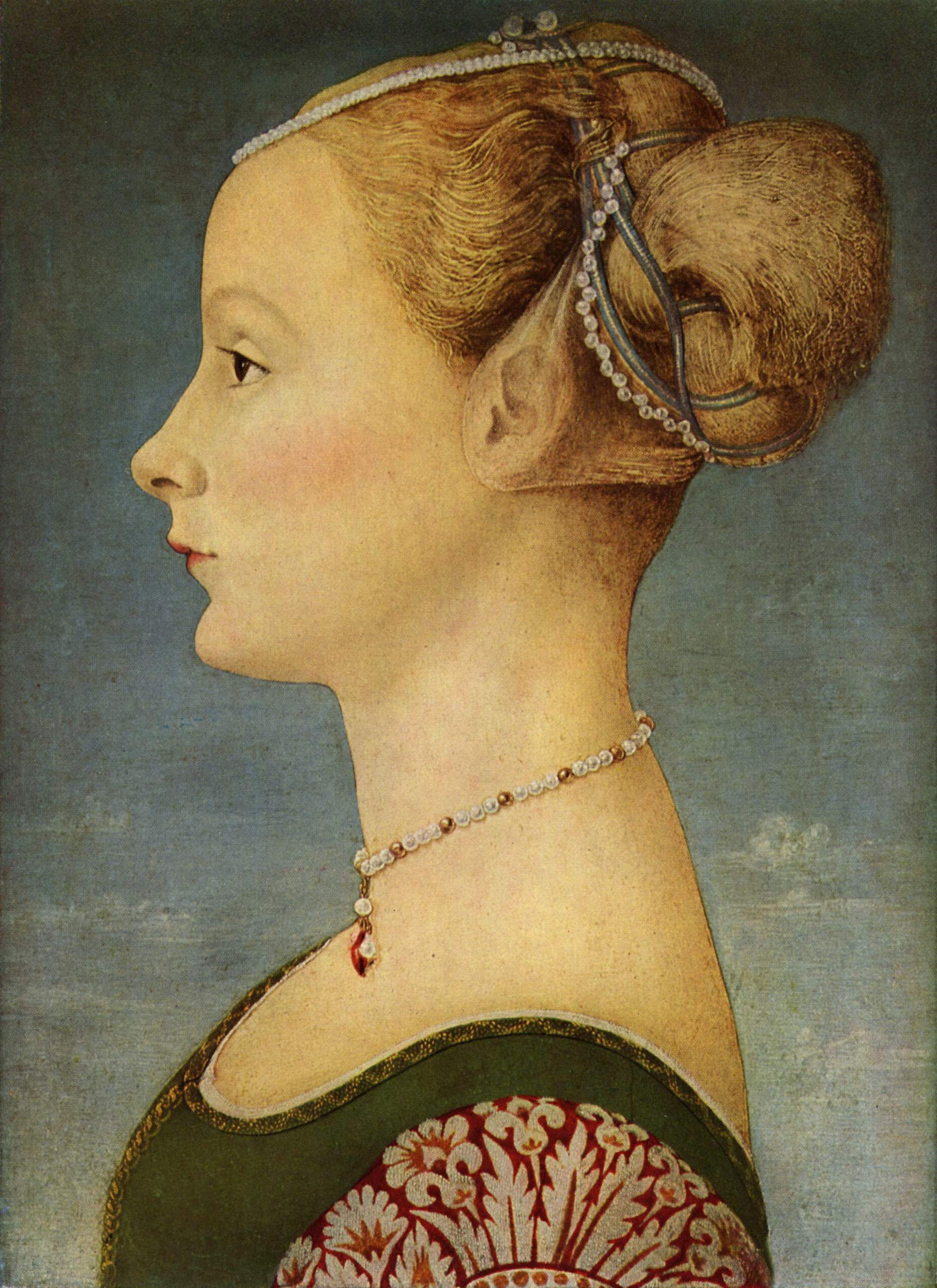
Portrait de dame, Antonio Pollaiolo (1470-1472).

L'image fait transparaître une certaine mélancolie typique des œuvres du peintre. Le long cou orné d'un élégant tour du cou avec un camée, surmonte un buste légèrement sous-dimensionné. Le vêtement échancré est élégant et caractéristique des dames de la bourgeoisie florentine, analogue à d'autres portraits de l'époque comme le célèbre Portrait de dame d'Antonio Pollaiolo (1470-1472).

## Analyse
Le dessin est très fin et se base sur l'usage de la ligne de bordure qui définit une effigie élégante et très idéalisée.
La pose « de profil » est utilisée traditionnellement à Florence dans les représentations des nobles de la Renaissance, suivant les canons de la représentation des figures nobles au Moyen Âge.